# Ida di Boulogne
Ida di Boulogne o di Lotaringia, o anche Beata Ida di Lorena (Ardenne, 1040 – 13 aprile 1113), fu contessa consorte di Boulogne, dal 1056 circa al 1088 che, dopo essere rimasta vedova, si fece oblata benedettina.

## Origine
Secondo la Ex Vita B. Idæ Boloniensis Comitissæ, Ida era la figlia femmina primogenita del Duca dell'Alta Lorena (Lotaringia), conte di Verdun, margravio reggente di Toscana (assieme alla seconda moglie, Beatrice di Bar, dal 1054), duca della Bassa Lorena (Lotaringia) e margravio di Anversa, Goffredo III il Barbuto e della prima moglie, Doda (pater…Godefridus, mater vero ejus non minus egregia, Doda), che, secondo lo storico medievalista, Alan V. Murray, nel suo The crusader Kingdom of Jérusalem, A Dynastic History 1099-1125 (non consultato), era la figlia del conte di Rethel, Manasse II.
Goffredo III il Barbuto, come ci viene confermato dal Herimanni Augiensis Chronicon era il figlio maschio primogenito del margravio di Anversa, conte di Verdun, duca della Bassa Lorena (Lotaringia) e duca dell'Alta Lorena (Lotaringia) Gothelo o Gozzelone I (Gotefridus alter filius eius [=Gozzilo dux Lotharingorum) e della di lui moglie, di cui non si conoscono né il nome né gli ascendenti.

## Biografia
Discendente da Carlo Magno, era anche nipote di papa Stefano IX (che era Federico, il fratello minore di Goffredo il Barbuto) e secondo la Chronica Albrici Monachi Trium Fontium, era sorella del duca della Bassa Lorena (Lotaringia), conte di Verdun, e margravio reggente di Toscana (assieme alla suocera, Beatrice di Bar, per conto della moglie, Matilde di Canossa), Goffredo IV il Gobbo.
Ancora secondo la Ex Vita B. Idæ Boloniensis Comitissæ e, secondo la Genealogica comitum Buloniensium, Ida, verso il 1056 sposò, come seconda moglie, Eustachio II, conte di Boulogne, che, ancora secondo la Genealogica comitum Buloniensium, era il figlio primogenito del conte di Boulogne, Eustachio I e di Matilde di Lovanio, figlia di Lamberto I, conte di Lovanio.
Dopo essere rimasta vedova, nel 1088, divenne oblata benedettina. Dotata di grande pietà, corrispondeva con Anselmo, arcivescovo di Canterbury, che divenne il suo direttore spirituale.
Ella protesse le chiese, soprattutto la Basilica di Notre-Dame de l'Immaculée Conception di Boulogne-sur-Mer e fondò abbazie in Piccardia quali Saint-Wulmer a Boulogne, Saint-Michel-du-Wast a Wast e Notre Dame de la Capelle vicino a Calais. Fece considerevoli donazioni alle abbazie di Saint-Bertin, Bouillon e Afflighem.
Nel 1098, dopo che i tre figli erano partiti, per partecipare alla prima crociata, Ida, secondo il documento n° XVI del Cartulaire de l'abbaye de Saint-Bertin fece una donazione all'abbazia di San Bertino, in suffragio dell'anima del marito Eustachio (Eustachii domini mei comitis) e per l'incolumità dei propri figli citandone solo due (Godefridi et Balduini).
Ida, secondo il Lamberti Audomariensis Chronica, Catalogus Regum Langobardorum et Imperatorum, morì il 13 aprile (Idus April) 1113.
La sua salma fu inumata nel monastero di Wast ma nel 1669 essa fu traslata in un monastero benedettino di Parigi e poi, nel 1808, in quello di Bayeux, ove i suoi resti riposano tuttora.

## Culto
La sua pietà ed umiltà le valsero la beatificazione e il re Luigi XI la nominò patrona di Boulogne-sur-Mer nell'aprile del 1478.
Il Martirologio Romano dice di lei: «Nel monastero di Santa Maria presso Wast, nella regione di Boulogne, in Francia, beata Ida, che, vedova di Eustachio, conte di Boulogne, rifulse per la sua generosità verso i poveri e per lo zelo del decoro della casa di Dio.»

## Figli
Ad Eustachio di Boulogne Ida diede tre figli:
- Eustachio[8] (ca. 1058 - dopo il 1125), conte di Boulogne con il nome di Eustachio III[8];
- Goffredo[8] (1060 - 1100), duca della Bassa Lorena, liberatore del Santo Sepolcro (Advocatus Sancti Sepulcri) con la prima crociata e suo difensore;
- Baldovino[8] (ca. 1063 - 1118), conte di Edessa, poi secondo monarca di Gerusalemme e primo ad averne il titolo di re dal 1100 alla morte.

## Ascendenza
|                      |                            |                     | Genitori                |  |  | Nonni |  |  | Bisnonni             |  |  | Trisnonni |  |
|                      |                            |                     |                         |  |  |       |  |  | Goffredo I di Verdun |  |  | Gozlin    |  |
|                      |                            |                     |                         |  |  |       |  |  | Goffredo I di Verdun |  |  | Gozlin    |  |
|                      |                            | Oda di Metz         |                         |  |  |       |  |  | Goffredo I di Verdun |  |  |           |  |
| Gothelo I di Lorena  |                            |                     |                         |  |  |       |  |  | Goffredo I di Verdun |  |  |           |  |
|                      |                            | Matilde di Sassonia | Ermanno di Sassonia     |  |  |       |  |  |                      |  |  |           |  |
|                      |                            | Matilde di Sassonia | Ermanno di Sassonia     |  |  |       |  |  |                      |  |  |           |  |
|                      |                            | Matilde di Sassonia | Ildegarda di Westerburg |  |  |       |  |  |                      |  |  |           |  |
| Goffredo il Barbuto  |                            | Matilde di Sassonia |                         |  |  |       |  |  |                      |  |  |           |  |
|                      |                            | …                   | …                       |  |  |       |  |  |                      |  |  |           |  |
|                      |                            | …                   | …                       |  |  |       |  |  |                      |  |  |           |  |
|                      |                            | …                   | …                       |  |  |       |  |  |                      |  |  |           |  |
| …                    |                            | …                   |                         |  |  |       |  |  |                      |  |  |           |  |
|                      |                            | …                   | …                       |  |  |       |  |  |                      |  |  |           |  |
|                      |                            | …                   | …                       |  |  |       |  |  |                      |  |  |           |  |
|                      |                            | …                   | …                       |  |  |       |  |  |                      |  |  |           |  |
| Ida di Boulogne      |                            | …                   |                         |  |  |       |  |  |                      |  |  |           |  |
|                      | Manasse I, conte di Rethel | …                   |                         |  |  |       |  |  |                      |  |  |           |  |
|                      | Manasse I, conte di Rethel | …                   |                         |  |  |       |  |  |                      |  |  |           |  |
|                      | Manasse I, conte di Rethel | …                   |                         |  |  |       |  |  |                      |  |  |           |  |
| Manasse II di Rethel | Manasse I, conte di Rethel |                     |                         |  |  |       |  |  |                      |  |  |           |  |
|                      |                            | …                   | …                       |  |  |       |  |  |                      |  |  |           |  |
|                      |                            | …                   | …                       |  |  |       |  |  |                      |  |  |           |  |
|                      |                            | …                   | …                       |  |  |       |  |  |                      |  |  |           |  |
| Doda di Rethel       |                            | …                   |                         |  |  |       |  |  |                      |  |  |           |  |
|                      |                            | …                   | …                       |  |  |       |  |  |                      |  |  |           |  |
|                      |                            | …                   | …                       |  |  |       |  |  |                      |  |  |           |  |
|                      |                            | …                   | …                       |  |  |       |  |  |                      |  |  |           |  |
| Dada                 |                            | …                   |                         |  |  |       |  |  |                      |  |  |           |  |
|                      |                            | …                   | …                       |  |  |       |  |  |                      |  |  |           |  |
|                      |                            | …                   | …                       |  |  |       |  |  |                      |  |  |           |  |
|                      |                            | …                   | …                       |  |  |       |  |  |                      |  |  |           |  |
|                      |                            | …                   |                         |  |  |       |  |  |                      |  |  |           |  |

### Letteratura storiografica
- J. P.Whitney, La riforma della chiesa, in «Storia del mondo medievale», vol. IV, 1999, pp. 299–352
- (FR)  Jean-Pierre Dickès, Sainte Ide de Boulogne, Paris, Editions de Paris, 2004
- (FR)  F. Ducatel (abbé, vicaire à Notre-Dame de Boulogne), Vie de Sainte Ide de Lorraine, comtesse de Boulogne, éditions Desclée de Brouwer et Cie, MCM.
- (FR)  revue Magnificat, avril 2011.